# Chennevières-lès-Louvres
Chennevières-lès-Louvres – miejscowość i gmina we Francji, w regionie Île-de-France, w departamencie Dolina Oise.
Według danych na rok 1990 gminę zamieszkiwało 197 osób, a gęstość zaludnienia wynosiła 43 osób/km² (wśród 1287 gmin regionu Île-de-France Chennevières-lès-Louvres plasuje się na 994. miejscu pod względem liczby ludności, natomiast pod względem powierzchni na miejscu 709.).